# Korjakskaja Sopka
De Korjakskaja Sopka of Korjakski (Russisch: Корякская сопка) is een vulkaan op het schiereiland Kamtsjatka in het Russische Verre Oosten. De berg ligt op 35 kilometer ten noorden van het bestuurlijk centrum van kraj Kamtsjatka Petropavlovsk-Kamtsjatski. Samen met de ernaast gelegen Avatsjinskaja Sopka, is de vulkaan verklaard tot een van de 16 Decade Volcanoes-plekken, die zijn aangewezen door de IAVCEI in verband met hun geschiedenis van grote uitbarstingen en de nabijgelegen bewoonde gebieden. Op de lagere gedeelten van de hellingen van de vulkaan groeien Siberische dwergdennen en goudberken. Hogerop liggen gletsjers en sneeuw.
De vulkaan werd in de 18e eeuw Strelotsjnoj genoemd. Begin 19e eeuw werd de vulkaan hernoemd tot Korjakskaja Sopka, naar het dorpje Korjaki.

## Geologische geschiedenis
De Korjakskaja Sopka ligt op de Pacifische Ring van Vuur, op een punt waar de Pacifische plaat onder de Eurazische plaat duikt met een snelheid van ongeveer 80 millimeter per jaar. Een wig van mantelmateriaal ligt tussen de onderduikende Pacifische Plaat. De bovenliggende Euraziatische Plaat is de bron van dynamisch vulkanisme over het hele schiereiland Kamtsjatka.
De vulkaan is waarschijnlijk al tienduizenden jaren actief. Geologische rapporten wijzen uit dat er zich ten minste drie grote uitbarstingen hebben voorgedaan in de laatste 10.000 jaar, namelijk in 5500 v.Chr., 1900 v.Chr. en 1500 v.Chr.. Deze uitbarstingen deden vooral uitgebreide lavastromen ontstaan.

## Recente activiteit
De Korjakskaja Sopka barstte voor het eerst uit in de geschreven geschiedenis in 1890, toen een uitbarsting, die gekarakteriseerd werd door de uitstroom van lava uit barsten die ontstonden op de zuidwestelijke flank van de vulkaan en door freatische uitbarstingen. Men dacht aanvankelijk dat de vulkaan 5 jaar later opnieuw uitbarstte, maar later bleek dat er geen uitbarsting was geweest; wat op een uitbarstingskolom leek, bleek later gewoon stoom te zijn die was veroorzaakt door fumarolische activiteit.
In 1926 volgde nog een korte lichte uitbarsting, waarna de vulkaan slapende bleef tot 1956. In 1956 vond een grote uitbarsting plaats met een VE-Index van 2, die pyroclastische stromen en lahars deed ontstaan. De uitbarsting duurde voort tot juni 1957.
De meest recente uitbarsting van Korjakskaja Sopka in 2008 veroorzaakte een reusachtige aspluim. De activiteit duurde tot augustus 2009.

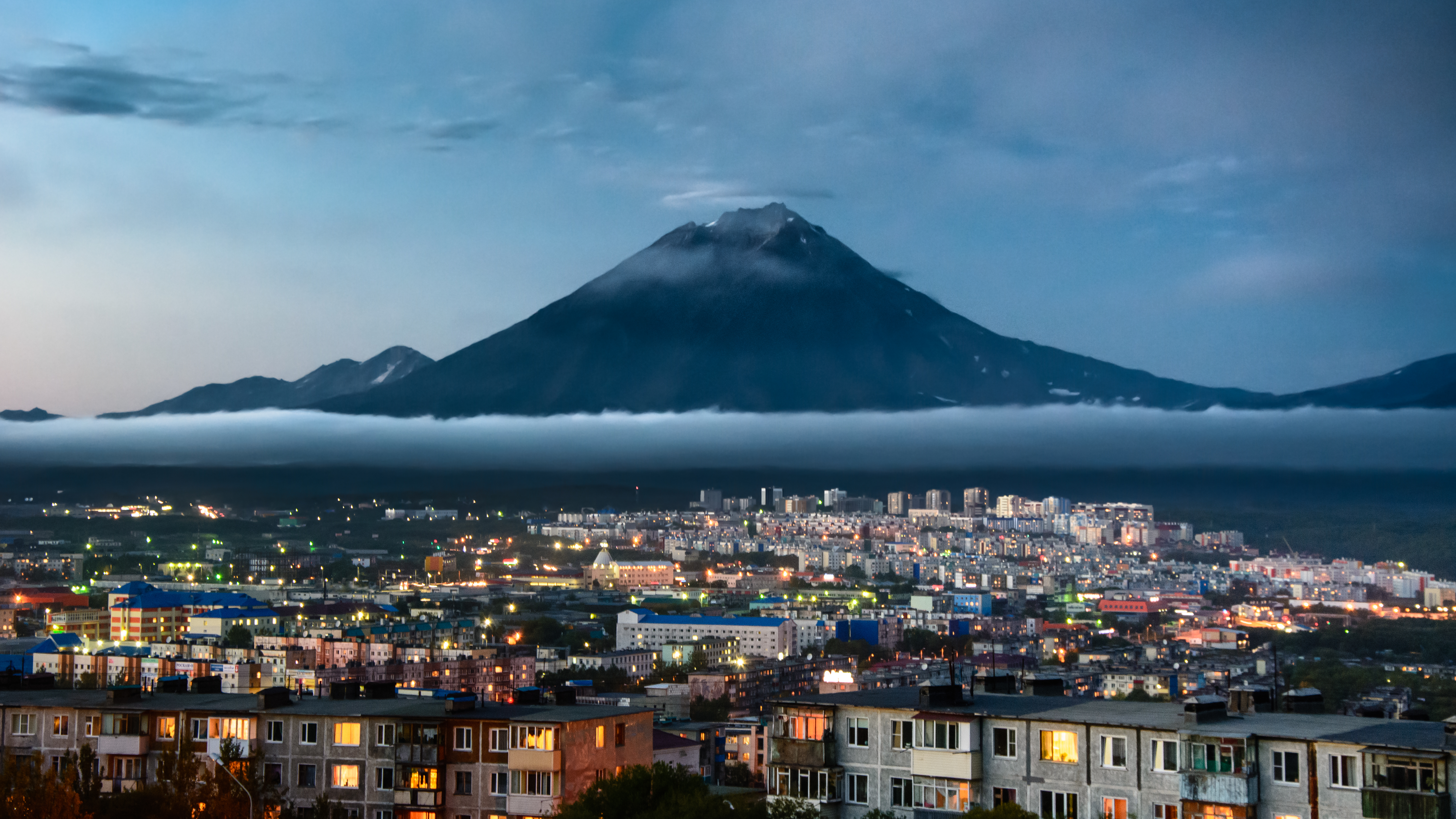
De Korjakskaja Sopka met Petropavlovsk-Kamtsjatski op de voorgrond
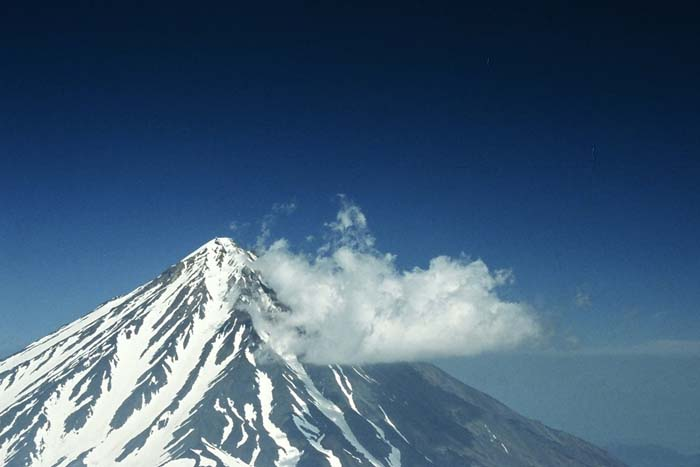
Korjakskaja Sopka gezien vanaf de top van de Avatsjinskaja Sopka
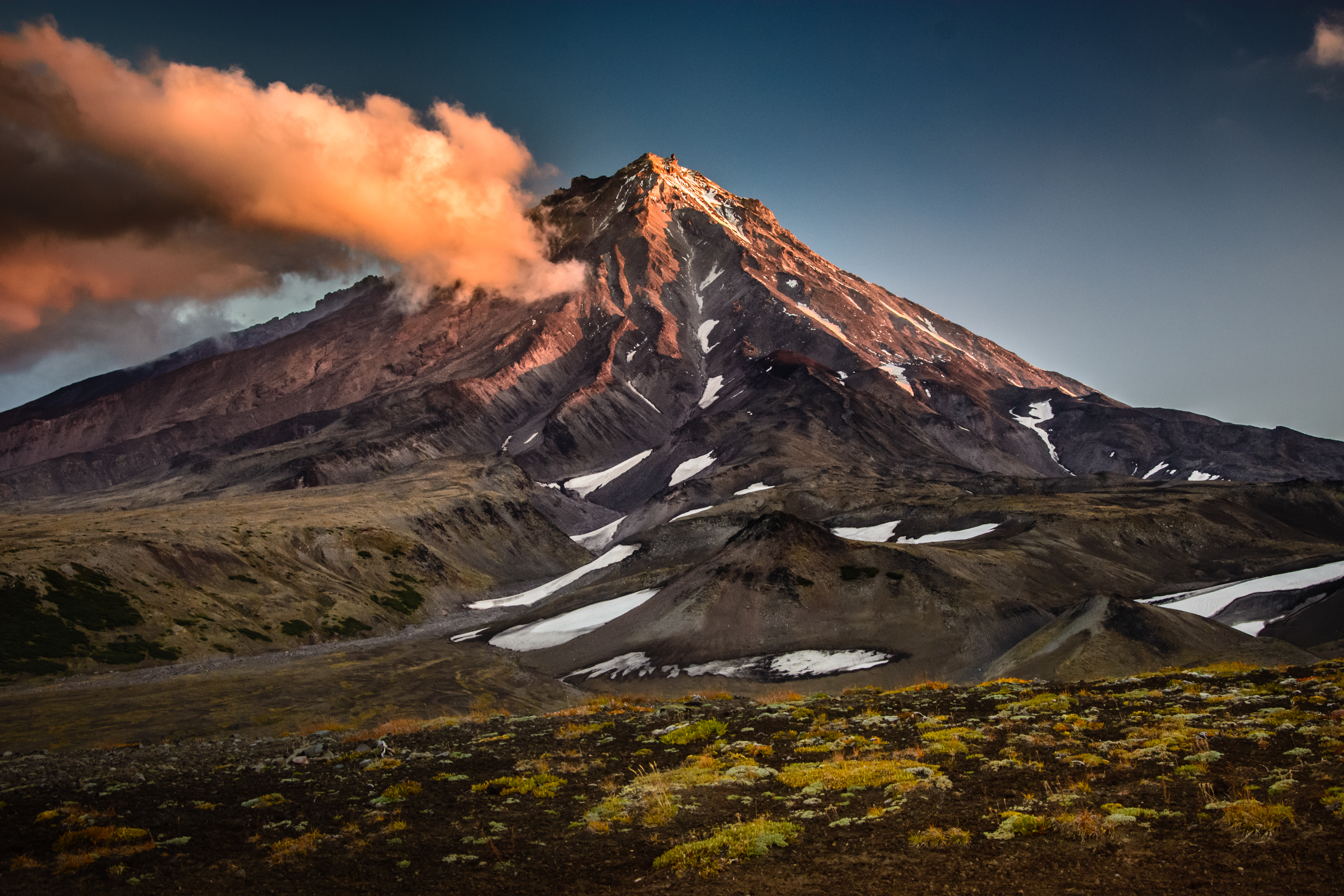
De vulkaan bij avond
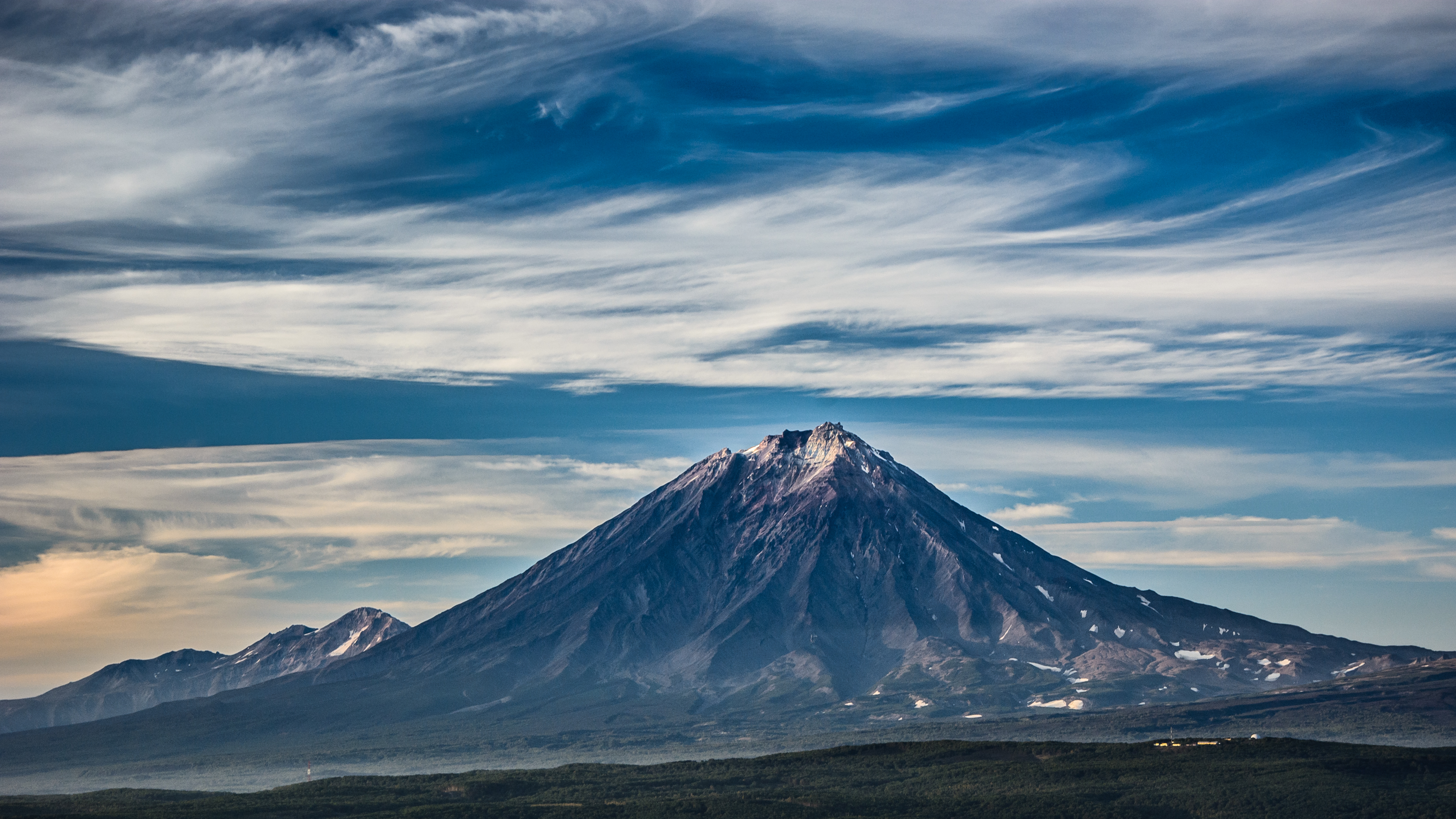
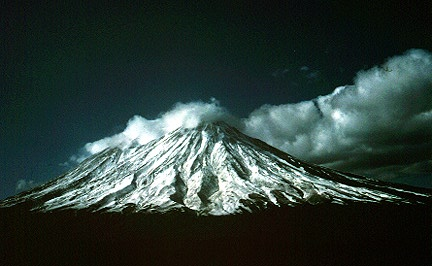
Wolken boven de Korjakskaja Sopka